# El fantasma vermell
El fantasma vermell (rus: Красный призрак, romanitzat: Krasni prizrak) és una pel·lícula de thriller bèl·lic russa del 2021 dirigida per Andrei Bogatiriov. En el film, ambientat en el 1941, un destacament de soldats soviètics, inclòs un llop solitari anomenat el Fantasma Vermell, s'enfronta a un esquadró de la mort d'elit dins de la Wehrmacht. S'ha doblat i subtitulat al català.
Es va estrenar als cinemes de Rússia el 10 de juny de 2021 a càrrec de KaroProkat.
El procés de rodatge va tenir lloc durant una forta gelada a l'hivern del 2017-2018 en un dels assentaments deserts del districte de Mosalsk. L'escenografia de la pel·lícula s'havia creat un any abans de l'inici del rodatge oficial, però a causa de les males condicions meteorològiques, la feina de l'equip de rodatge es va haver d'ajornar nou mesos.